# Ирина Назарова
Ирина Викторовна Назарова (рус. Ири́на Ви́кторовна Наза́рова, рођ. Багријанцева, Калињинград, СССР, 31. јул 1957) је совјетска атлетичарка, специјалиста за трчање на 400 метара, олимпијска победница са совјетском штафетом 4 х 400 м. Заслужни мајстор спорта. Она је ћерка совјетске бацачице диска Јелисавете Багријанцеве сребрне на Олимпијским играма 1952. у Хелсинкију.
На Олимпијским играма у Москви 1980. освојила је златну медаљу са штафетом 4 х 400 м, која је трчала у саставу Татјана Пророченко, Татјана Гојстчик, Нина Зјускова и Ирина Назарова, резултатом 3:20,12. У трци на 400 метара завршила је као четврта.